# Thomas Benjamin Cooray
Thomas Benjamin Cooray (Negombo, 28 dicembre 1901 – Colombo, 29 ottobre 1988) è stato un cardinale e arcivescovo cattolico singalese.

## Biografia
Studiò al seminario di St. Aloysius a Borella, sobborgo di Colombo, poi a Colombo al St. Joseph's College e allo University College e infine a Roma all'Angelicum. Entrò nei Missionari Oblati di Maria Immacolata.
Il 23 giugno 1929 fu ordinato presbitero; proseguì gli studi a Roma per altri due anni, poi fece ritorno al suo paese, dove fu impegnato come sacerdote dell'arcidiocesi di Colombo.
Il 14 dicembre 1945 fu nominato arcivescovo titolare di Preslavo e arcivescovo coadiutore di Colombo, con diritto di successione. Fu consacrato vescovo il 7 marzo dell'anno successivo nella cattedrale di Colombo dall'arcivescovo Leon Petrus Kierkels, delegato apostolico in India e Ceylon. Il 26 giugno 1947 succede all'arcivescovo Jean-Marie Masson, diventando il primo arcivescovo di Colombo di nazione singalese. Fu nominato assistente al Soglio pontificio il 16 maggio 1954. Durante il suo episcopato favorì un dialogo rispettoso con i buddisti e con gli altri cristiani.
Partecipò al Concilio Vaticano II, schierandosi con l'ala conservatrice del Coetus Internationalis Patrum.
Papa Paolo VI lo elevò al rango di cardinale nel concistoro del 22 febbraio 1965. Il 25 febbraio dello stesso anno ottenne il titolo dei Santi Nereo e Achilleo. Fu il primo cardinale singalese.
Il 27 settembre 1976 rassegnò le dimissioni dal governo pastorale della sua arcidiocesi.
Partecipò a entrambi i conclavi del 1978: sia a quello che elesse papa Giovanni Paolo I, sia a quello che elesse papa Giovanni Paolo II.
Morì a Colombo il 29 ottobre 1988 all'età di 86 anni. Fu sepolto nella cripta della basilica di Nostra Signora di Lanka a Tewatta.
Nel 2010 è stato concesso il nihil obstat da parte della Santa Sede all'apertura della causa di beatificazione e canonizzazione di mons. Cooray.

## Genealogia episcopale e successione apostolica
La genealogia episcopale è:
- Cardinale Scipione Rebiba
- Cardinale Giulio Antonio Santori
- Cardinale Girolamo Bernerio, O.P.
- Arcivescovo Galeazzo Sanvitale
- Cardinale Ludovico Ludovisi
- Cardinale Luigi Caetani
- Cardinale Ulderico Carpegna
- Cardinale Paluzzo Paluzzi Altieri degli Albertoni
- Papa Benedetto XIII
- Papa Benedetto XIV
- Papa Clemente XIII
- Cardinale Marcantonio Colonna
- Cardinale Giacinto Sigismondo Gerdil, B.
- Cardinale Giulio Maria della Somaglia
- Cardinale Carlo Odescalchi, S.I.
- Cardinale Costantino Patrizi Naro
- Cardinale Lucido Maria Parocchi
- Papa Pio X
- Papa Benedetto XV
- Cardinale Willem Marinus van Rossum, C.SS.R.
- Arcivescovo Leo Peter Kierkels, C.P.
- Cardinale Thomas Benjamin Cooray, O.M.I.

La successione apostolica è:
- Vescovo Anthony de Saram (1963)
- Vescovo Frank Marcus Fernando (1965)
- Vescovo Edmund Joseph Fernando, O.M.I. (1968)
- Arcivescovo Oswald Thomas Colman Gomis (1968)
- Arcivescovo Nicholas Marcus Fernando (1977)
- Vescovo Don Sylvester Wewitavidanelage (1982)